# Iodfluorid
Iodfluorid ist eine bei Raumtemperatur instabile Interhalogenverbindung, die aus den Elementen Iod und Fluor besteht.

## Physikalische Eigenschaften

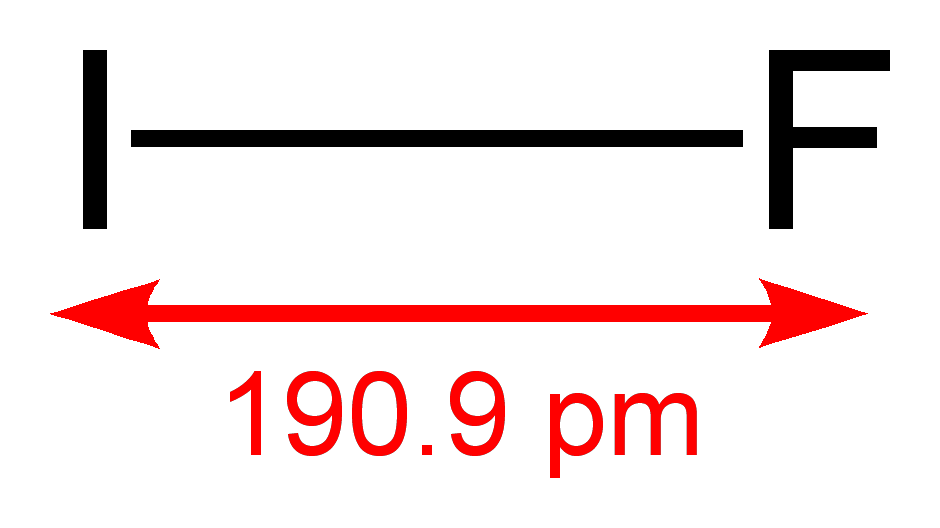
Bindungslänge in IF.

Die Bindungslänge im Iodfluorid-Molekül beträgt etwa 191 pm.

## Chemische Eigenschaften
Iodfluorid ist ein weißes Pulver und nur stabil bei Temperaturen unterhalb von −78 °C. Oberhalb −14 °C disproportioniert die Verbindung in elementares Iod (I2) und Iodpentafluorid (IF5), eine farblose Flüssigkeit:
{\displaystyle \mathrm {5\;IF\longrightarrow 2\;I_{2}+IF_{5}} }
Mit Wasser reagiert Iodfluorid, analog zu allen anderen Interhalogenverbindungen, unter Bildung von Halogenwasserstoff, in diesem Fall Fluorwasserstoff (HF), und Hypohalogeniger Säure, in diesem Fall Hypoiodige Säure (HOI):
{\displaystyle \mathrm {IF+H_{2}O\longrightarrow HF+HOI} }
Iodfluorid ist, in Analogie zu stabileren Interhalogenverbindungen, als giftig einzustufen.
Es neigt von allen Interhalogenen am stärksten zum Zerfall, dies bereits bei sehr tiefen Temperaturen. Daher ist eine genaue Bestimmung der physikalischen Eigenschaften nicht möglich.

## Darstellung
Iodfluorid kann bei tiefen Temperaturen aus den Elementen dargestellt werden:
{\displaystyle \mathrm {I_{2}+F_{2}\longrightarrow 2\;IF} }
Die direkte Umsetzung der Elemente führt jedoch unter weiterführender Fluorierung des Iodfluorids leicht zum Iodtrifluorid. 
Es kann auch durch Reduktion von Iodtrifluorid mit elementarem Iod in einer Trichlorfluormethan-Suspension in Gegenwart einer katalytischen Menge einer organischen N-Base (Pyridin, Acetonitril) bei — 40 °C gewonnen werden.
{\displaystyle \mathrm {IF_{3}+I_{2}\longrightarrow 3\ IF} }
Es kann praktisch nicht rein hergestellt werden und der Nachweis der Verbindung ist sehr schwierig. Deshalb sind auch die meisten Eigenschaften unbekannt. Möglicherweise besitzt es eine polymere Struktur.